# 明日への讃歌 (alanの曲)
「明日への讃歌」（あしたへのさんか）は、チベット族中国人女性歌手alanの日本デビューシングル。2007年11月21日、avex traxよりリリースされた。

## 解説
表題曲のサビ部分はチベット民謡独特の高音フェイクを駆使して歌いあげている。DVDには表題曲のプロモーションビデオとメイキングビデオを収録。表題曲の作詞を担当した野島伸司はSMAPの「らいおんハート」以来、7年ぶりの書き下ろしとなった。
カップリング曲の「桜モダン」は、2011年に西陣製作のパチンコ機『CR花満開 彩』の大当たり中ラウンドソングとして採用され、同機の促販用非売品CD「花満開 彩 オリジナルサウンドトラック」にも収録された。

## 収録曲

### CD
1. 明日への讃歌
作詞：野島伸司　作曲：菊池一仁　編曲：中野雄太
アルバム『Voice of EARTH』の2曲目にも収録されている。
オーケストラバージョンがシングル『RED CLIFF〜心・戦〜』の3曲目に収録されている。
2. 桜モダン
作詞：渡辺なつみ　作曲：菊池一仁　編曲：tasuku
パチンコ機『CR花満開 彩』イメージソング
非売品CD『花満開 彩 オリジナルサウンドトラック』の1曲目にも収録されている。
3. 明日への讃歌 (Instrumental)
4. 桜モダン (Instrumental)

### DVD
1. 明日への讃歌 (Music Clip)
PVは北海道で撮影されている。
2. メイキング映像